# Ilonça
Ilonça (en francès Ilonse) és un municipi francès situat al departament dels Alps Marítims i a la regió de Provença – Alps – Costa Blava.

## Demografia
| 1962                                       | 1968 | 1975 | 1982 | 1990 | 1999 | 2006 |
| ------------------------------------------ | ---- | ---- | ---- | ---- | ---- | ---- |
| 58                                         | 80   | 57   | 55   | 78   | 113  | 132  |
| Des de 1962: població sense dobles comptes |      |      |      |      |      |      |

## Administració
| Període   | Identitat            | Partit |
| --------- | -------------------- | ------ |
| 1945-1983 | Lucien Pierlas       |        |
| 1983-1995 | Michel Rittano       |        |
| 1995-2008 | Christian Castellani |        |
| 2008-     | Richard Lions        |        |